# FBXO2
FBXO2 (англ. F-box protein 2) – білок, який кодується однойменним геном, розташованим у людей на короткому плечі 1-ї хромосоми.  Довжина поліпептидного ланцюга білка становить 296 амінокислот, а молекулярна маса — 33 328.
| 10         |  | 20         |  | 30         |  | 40         |  | 50         |
| ---------- |  | ---------- |  | ---------- |  | ---------- |  | ---------- |
| MDGDGDPESV |  | GQPEEASPEE |  | QPEEASAEEE |  | RPEDQQEEEA |  | AAAAAYLDEL |
| PEPLLLRVLA |  | ALPAAELVQA |  | CRLVCLRWKE |  | LVDGAPLWLL |  | KCQQEGLVPE |
| GGVEEERDHW |  | QQFYFLSKRR |  | RNLLRNPCGE |  | EDLEGWCDVE |  | HGGDGWRVEE |
| LPGDSGVEFT |  | HDESVKKYFA |  | SSFEWCRKAQ |  | VIDLQAEGYW |  | EELLDTTQPA |
| IVVKDWYSGR |  | SDAGCLYELT |  | VKLLSEHENV |  | LAEFSSGQVA |  | VPQDSDGGGW |
| MEISHTFTDY |  | GPGVRFVRFE |  | HGGQDSVYWK |  | GWFGARVTNS |  | SVWVEP     |

A: Аланін

C: Цистеїн

D: Аспарагінова кислота

E: Глутамінова кислота

F: Фенілаланін

G: Гліцин

H: Гістидин

I: Ізолейцин

K: Лізин

L: Лейцин

M: Метіонін

N: Аспарагін

P: Пролін

Q: Глутамін

R: Аргінін

S: Серин

T: Треонін

V: Валін

W: Триптофан

Задіяний у таких біологічних процесах як убіквітинування білків, поліморфізм. 
Білок має сайт для зв'язування з лектинами. 
Локалізований у цитоплазмі, мембрані, ендоплазматичному ретикулумі, мікросомах.